# Mamadou El Béchir Gologo
Mamadou El Béchir Gologo est un écrivain, journaliste et homme politique malien, né à Koulikoro (alors Soudan français, aujourd’hui Mali) en 1924 et décédé à Bamako le 21 mars 2009.

## Biographie
Après des études primaires à Koulikoro entre 1931 et 1936 puis à l’école régionale de Bamako entre 1936 et 1938 où il obtient son certificat d’étude, il poursuit ses études au Lycée Terrasson de Fougères (Bamako), à l’École normale William-Ponty et enfin à l’école de Médecine de Dakar où il obtient son diplôme de médecin africain en juillet 1948.
Après son incorporation dans l’armée coloniale française jusqu’en septembre 1949, il exerce la médecine à Katibougou, Douentza, Sikasso et Rharous. Suspendu de ses fonctions trois fois, il est révoqué en raison de ses engagements politiques en 1950. Il exerce à partir de 1953 au service de santé de l’Office du Niger.
Mamadou El Béchir Gologo était un militant de l’Union soudanaise-Rassemblement démocratique africain (US-RDA), parti pour lequel il était membre du bureau politique national et secrétaire à la presse en 1959. Il a été directeur de publication de l'Essor, alors organe de l’US-RDA et président de l'Union nationale des journalistes du Mali (Unajom) .
Mamadou El Béchir Gologo a été successivement chef de cabinet du ministère de la Santé (1957-1958), directeur adjoint du service de l'information (1958-1959), commissaire à l'information (1959-1960). Le premier président du Mali indépendant Modibo Keïta le nomme ministre de l’Information, poste qu’il occupe jusqu’au coup d’État de Moussa Traoré le 19 novembre 1968. Il sera déporté et détenu sans jugement puis libéré en 1971.
Mamadou El Béchir Gologo, membre fondateur du Mouvement démocratique, devient secrétaire général de l'US-RDA entre 1991 et 1996, premier vice-président entre 1996 et 1997 puis président d'honneur depuis 1997.
Également écrivain, Mamadou El Béchir Gologo publie le recueil de poème Mon cœur est un volcan en 1961, puis le roman Le rescapé de l’Ethylos en 1963, mais également Tornade d’Afrique en 1966 et Mon cœur reste un volcan en 1998.
Médaillé d’or de l’indépendance, le président Amadou Toumani Touré l’a élevé à titre posthume à la dignité de Grand officier de l'ordre national.

## Œuvres

### Poésie
- Mon cœur est un volcan (1961)
- Tornade d’Afrique (1966)
- Mon cœur reste un volcan (1998)

### Romans
- Le Rescapé de l’Ethylos (1963)
- Moudaïna (1995)

### Essai
- La Chine, un peuple géant, un grand destin (1965), paru simultanément en anglais sous le titre China: A Great People, A Great Destiny